# Agrilus extrarmatus
Agrilus extrarmatus é uma espécie de inseto do género Agrilus, família Buprestidae, ordem Coleoptera.
Foi descrita cientificamente por Curletti, 2003.